# Winger (musikgrupp)
Winger är ett melodiöst hårdrocksband från New York, USA. Bandet, under ledning av Kip Winger, hade sin kommersiella storhetstid i slutet av 1980- och början av 1990-talet. Bandet upplöstes 1994 men återförenades på 2000-talet och har  därefter spelat kontinuerligt sedan 2006. Bland bandets största hits återfinns låtar som "Madalaine", "Seventeen", "Miles Away", "Easy Come, Easy Go" och "Blind Revolution Mad".

## Historia
Winger bildades 1987 av Kip Winger (sång, bas), tidigare medlem av Alice Coopers band och Reb Beach (gitarr). Keyboardisten/gitarristen Paul Taylor var en naturlig rekrytering till Winger eftersom även han spelat tillsammans med Alice Cooper. Meriterade trummisen Rod Morgenstein (ex-Dixie Dregs) värvades därefter till bandet som därefter var komplett. Bandet var ursprungligen tänkt att kallas Sahara, men namnet licensierades samtidigt till en annan grupp och därför beslutades att bandets namn skulle bli Winger efter frontmannen. Som en hyllning till ursprungsidén skymtas ordet "Sahara" på debutplattans omslag i nedre högra hörnet.
Winger spelade under sin första storhetsperiod in tre studioalbum. Debuten "Winger" släpptes den 10 augusti 1988 av Atlantic Records. Skivan blev en succé och sålde platina i USA och guld i Japan och Kanada. Radio- och videohits från skivan inkluderar "Madalaine", "Hungry", "Seventeen" och "Headed for a Heartbreak".
1990 nominerades bandet till en American Music Awards för "bästa nya heavy metal band". Kort därefter släpptes uppföljaren "In the Heart of the Young" som sålde platina i USA och guld i Japan. Hitlåtar från skivan inkluderar "Can't Get Enuff", "Easy Come Easy Go", "Rainbow In The Rose" och framförallt balladen "Miles Away". Winger följde upp deras andra skivsläpp med en tretton månader lång världsturné med över 230 spelningar tillsammans med andra akter som KISS, Scorpions, ZZ Top, Extreme och Slaughter. Paul Taylor beslutade sig för att lämna bandet efter turnén var avklarad, han spelade därefter med Steve Perry (ex-Journey) på dennes turné 1994 och har därefter främst arbetat som studiomusiker/producent.
Tredje studioalbumet "Pull", spelades in 1992/93 som ett tremanna-band med Winger/Beach/Morgenstein. Skivan skulle först kallas "Blind Revolution Mad", efter skivans första låt. Skivans slutliga namn, "Pull", var en ironisk passning från Kip Winger gentemot musikkritiker med tesen att de skulle kunna komma att använda plattan vid lerduveskytte. Albumet producerades av legendariske producenten Mike Shipley (Def Leppard, Shania Twain, Kelly Clarkson). Skivan bjöd på ett tyngre, mer gitarrbaserat sound. Framstående låtar från skivan är "Blind Revolution Mad", "Down Incognito", "Spell I'm Under" och "Who's The One". Runt år 1992-93 blev Winger utsatta för diverse hån från Metallicas trummis Lars Ulrich som i en klassisk scen i bandets video till "Nothing Else Matters" kastar dartpil på en affisch av Kip Winger. Vid samma tidpunkt blev en tecknad figur i MTV-serien Beavis och Butt-head utmålad som en tönt vilket illustrerades med att denne bar en t-shirt med Winger. Dåtidens musikklimat med framförallt den stora grungevågen med band som Nirvana och Pearl Jam gjorde att de flesta band från 80-talet sågs som förlegade och "Pull" blev inte samma försäljningsmässiga succé som de två tidigare albumen. På turnén som följde så kallade man in gitarristen John Roth. "Pull" har i efterhand blivit en favorit bland bandets fans som ofta framhåller albumet som bandets främsta. 1994 bröt bandet upp och vokalisten Kip Winger fortsatte med en solokarriär och började därtill att återigen studera klassisk musik. De andra medlemmarna fortsatte med egna projekt. Gitarristen Reb Beach spelade i slutet av 90-talet tillsammans med Dokken och på senare tid är Beach även permanent medlem i Whitesnake.

## Återförening

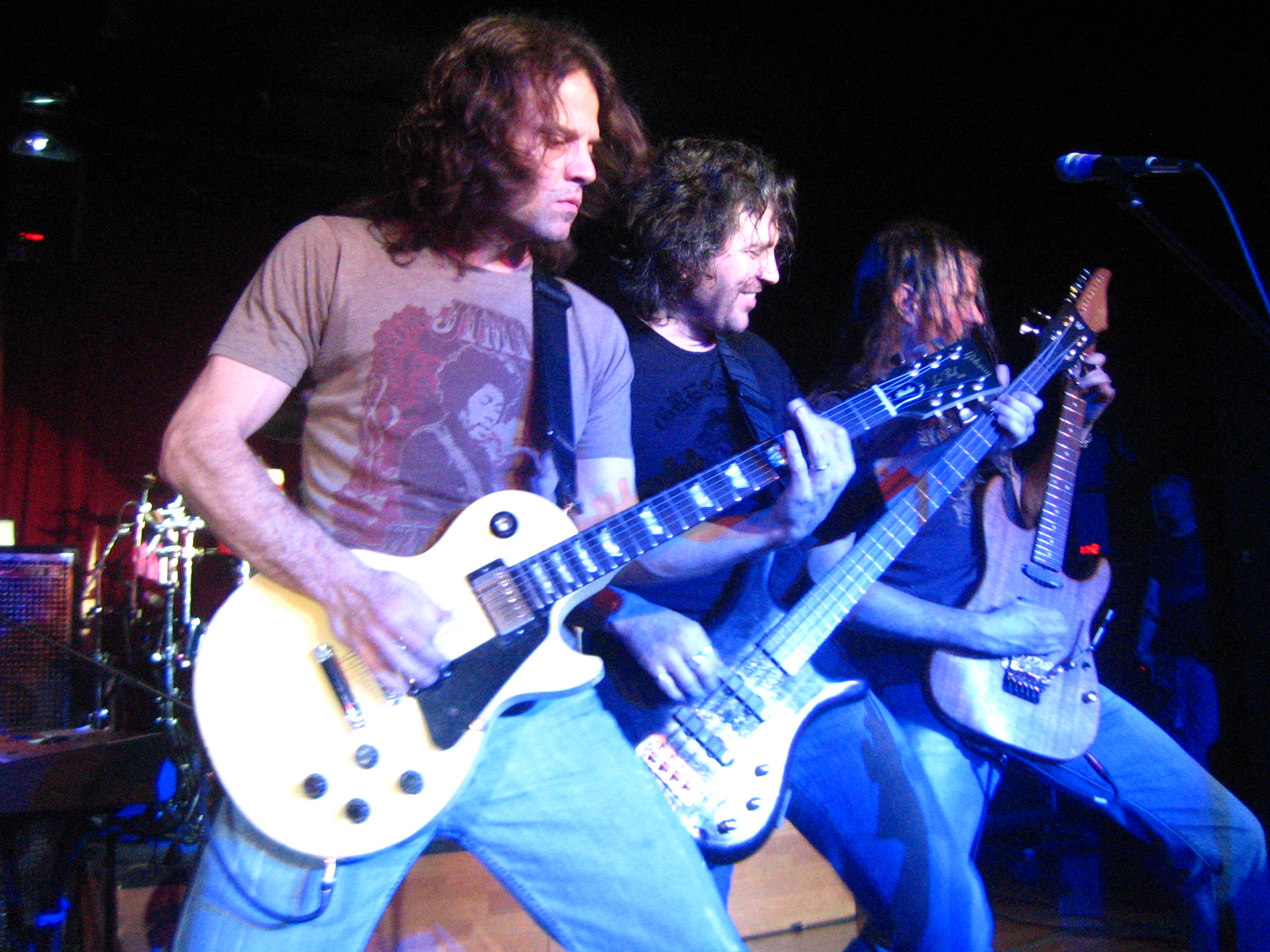
Winger live 2007.

2001 återförenades originaluppsättningen av Winger tillfälligt och spelade in låten "On the Inside" för samlingsalbumet "The Very Best of Winger". De gjorde även en turné i USA och Kanada tillsammans med Poison men bröt återigen upp efter turnén.
I maj 2006 släpptes ett pressmeddelande som meddelade att Winger återbildats för att spela in ett nytt album, "IV" och turnera runt om i Europa. Dåvarande sättningen kompletterades med keyboardisten Cenk Eroglu som Kip Winger samarbetat med under sin solokarriär. "IV" visade upp en tyngre och mer progressiv sida hos bandet, med ett sound som vidareutvecklade musiken från "Pull" i en mer modern riktning. Låten "Blue Suede Shoes" dedicerades särskilt till amerikanska militärer. Eroglu lämnade bandet efter "IV" men medverkar återkommande på delar av bandets material även i dagsläget. Bandets stomme består sedan 2009 av Kip Winger (sång, bas), Reb Beach (gitarr), John Roth (gitarr) och Rod Morgenstein (trummor). 2009 släpper bandet ytterligare en skiva betitlad "Karma" som åtföljdes av en turné. "Karma" är med marginal bandets hårdaste alster hittills och Kip Winger medger själv att intentionen var att skriva en skiva med främst upptempomaterial.
2013 turnerade bandet återigen tillsammans med originalmedlemmen Paul Taylor där de framförde debutplattan i sin helhet som ett led i albumets 25-årsjubileum. 2014 återkommer bandet med albumet "Better Days Comin'" som soundmässigt fortsätter bandets inslagna väg med ett modernt sound i en mix av progressive rock och melodiös hårdrock. Frontmannen Kip Winger varvar på senare tid konserter med bandet med akustiska solokonserter och att skriva klassisk musik.

## Medlemmar
Nuvarande medlemmar
- Kip Winger – sång, basgitarr, keyboard, piano, akustisk gitarr (1987-1994, 2001-2003, 2006-idag)
- Reb Beach – rytmgitarr, sologitarr, piano, munspel, bakgrundssång (1987-1994, 2001-2003, 2006-idag)
- Rod Morgenstein – trummor, slagverk, bakgrundssång (1987-1994, 2001-2003, 2006-idag)
- John Roth – rytmgitarr, sologitarr, basgitarr, keyboard, bakgrundssång (1993-1994 (live), 2001-2003, 2006-idag)

Tidigare medlemmar
- Paul Taylor – keyboard, piano, rytmgitarr, bakgrundssång (1987-1992, 2001-2003, 2013-2014)
- Cenk Eroglu – keyboard, rytmgitarr, elektronik, bakgrundssång (2006-2009, 2014)

## Diskografi
Studioalbum
- Winger (1988)
- In the Heart of the Young (1990)
- Pull (1993)
- IV (2006)
- Karma (2009)
- Better Days Comin' (2014)

Livealbum
- Live

EP
- Can't Get Enuff (1990)
- In the Heart of the Young EP (1990)

Singlar
- Madalaine / Higher and Higher (1988)
- Seventeen / Poison Angel (1988)
- Headed for a Heartbreak / State of Emergency (1989)
- Hungry / Time to Surrender (1989)
- Can't Get Enuff / In the Day We'll Never See (1990)
- Miles Away / Rainbow in the Rose (1990)
- Easy Come Easy Go / You Are the Saint, I Am the Sinner (1991)
- Blind Revolution Mad (1993)
- Down Incognito (1993)
- Who's The One (1993)
- Rat Race (2014)
- Midnight Driver of a Love Machine (2014)

Samlingsalbum
- The Very Best of Winger (2001)

Video
- The Videos, Vol. 1 (1989)
- In the Heart of the Young, Vol. 1 (1990)
- In the Heart of the Young, Vol. 2 (1991)
- Live in Tokyo (1991)
- The Making of Pull (1993)
- Live (2007)